# Erin Pitt
Erin Michelle Pitt (Hamilton, Ontario, Canadá, 22 de septiembre de 1999) es una actriz y actriz de voz canadiense, conocida por su trío de papeles en la película de terror Silent Hill: Revelation 3D en la que interpretó a Dark Alessa, Alessa Gillespie y la joven Sharon DaSilva. El primer papel principal de Pitt fue en la película Against the Wild de 2013 como Hanna Wade. Ella también desempeñó el papel principal en la película de televisión en 2014 An American Girl: Isabelle Dances Into the Spotlight. Pitt es una actriz de voz y es conocida por sus papeles en la serie de televisión The 99 como Samda the Invulnerable y Evie en la serie de televisión Mike el caballero.

## Biografía
Pitt nació en Hamilton, Ontario, hermana de seis hermanos. Ella tiene dos hermanas y tres hermanos. Ha asistido a la Academia de Artes Escénicas de Hamilton, donde estudia iterpretación, cante y baile, y ha actuado con el Hamilton City Ballet.
Pitt empezó a actuar en un comercial de juguetes de Paperoni en 2008. En 2010 consigue un papel en el cortometraje Rick Mercer - Canadian Action Plan. En el mismo año fue parte del reparto en la película You Lucky Dog interpretando a Erin. Después de esto actuó en la película Camp Rock 2: The Final Jam como Junior Rocker Audrey
Su primer papel principal fue en la película Silent Hill: Revelation 3D, en la que interpretó tres papeles: Alessa Gillespie, Dark Alessa y la joven Sharon DaSilva. Pitt apareció en la portada de la revista Fangoria ese año como Dark Alessa de Silent Hill: Revelation. También en 2012 interpretó el papel protagonista principal, Hannah Wade, en Against the Wild, estrenado en 2014.
En 2014 Pitt interpretó a Isabelle, la protagonista principal en la producción de Universal Picture directamente para video An American Girl: Isabelle Dances Into the Spotlight. También tuvo el papel de voz de Evie en la serie animada Mike el Caballero.

## Filmografía

### Cine
| Año  | Película                           | Papel                                           | Notas        |
| ---- | ---------------------------------- | ----------------------------------------------- | ------------ |
| 2010 | Rick Mercer - Canadian Action Plan | Erin                                            | Cortometraje |
| 2012 | Silent Hill: Revelation 3D         | Sharon DaSilva / Alessa Gillespie / Dark Alessa | Película     |
| 2012 | Dear Scavengers                    | Jemma                                           | Cortometraje |

### Televisión
| Año       | Película                                             | Papel                 | Notas                                                       |
| --------- | ---------------------------------------------------- | --------------------- | ----------------------------------------------------------- |
| 2010      | Toda una vida juntos                                 | Erin                  | Película de televisión                                      |
| 2010      | Camp Rock 2: The Final Jam                           | Junior Rocker Audrey  | Película de televisión                                      |
| 2011      | Dan for Mayor                                        | Kaylee                | Episodio: "Claire 2.0"                                      |
| 2011      | Flashpoint                                           | Isabella              | Episodio: "Grounded"                                        |
| 2011-2013 | Mike el Caballero                                    | Evie                  | Voz. 13 episodios                                           |
| 2011      | Las aventuras de Chuck y sus amigos                  | Chassie               | Voz. Episodio: "Uncle Vertie's Stunt School/Dancing Wheels" |
| 2012      | The Listener                                         | Lisa                  | Episodio: "Lockdown"                                        |
| 2012      | The 99                                               | Samda El Invulnerable | Voz; 26 episodios                                           |
| 2013      | Against the Wild                                     | Hannah Wade           | Película de televisión                                      |
| 2014      | An American Girl: Isabelle Dances Into the Spotlight | Isabelle Palmer       | Película de televisión                                      |
| 2014      | Radio Disney Music Awards                            | Ella misma            | Gala de premios                                             |
| 2014      | American Girl: Isabelle's Dance Jam                  | Ella misma            | Cortometraje                                                |
| 2015      | Una llamada desde el Cielo                           | Ella                  | Película de televisión                                      |

## Premios y nominaciones
| Año  | Premio                                   | Categoría            | Película         | Resultado | Ref.  |
| ---- | ---------------------------------------- | -------------------- | ---------------- | --------- | ----- |
| 2013 | Rhode Island International Film Festival | Premio Artista Joven | Against the Wild | Ganadora  | [ 6 ] |